# IPPNW
Die Organisation IPPNW (Abkürzung für International Physicians for the Prevention of Nuclear War; Name der deutschen Sektion IPPNW Deutschland – Internationale Ärzt*innen für die Verhütung des Atomkrieges, Ärzt*innen in sozialer Verantwortung e. V.) ist ein internationaler Zusammenschluss von Gesundheitsfachkräften, die sich unter anderem vor allem für die Abrüstung atomarer Waffen einsetzt.
Der internationale Hauptsitz befindet sich in Malden, Massachusetts, USA. 1985 erhielt die Organisation den Friedensnobelpreis für ihre „sachkundige und wichtige Informationsarbeit“, die das Bewusstsein über die „katastrophalen Folgen eines Nuklearkrieges“ in der Bevölkerung erhöhte.
Die deutsche Sektion (Sitz: Berlin) ist mit circa 6.000 Mitgliedern die größte berufsbezogene Friedensorganisation in Deutschland.

## Geschichte
Die Geschichte der IPPNW begann 1980, in einer angespannten Phase des Kalten Krieges, mit einem Briefwechsel zwischen dem sowjetischen Kardiologen Jewgeni Tschasow und seinem US-amerikanischen Kollegen Bernard Lown. Wenige Monate später gründeten sie mit vier weiteren Ärzten aus den USA und der Sowjetunion in Genf die Organisation zur Verhütung eines Atomkrieges. In den darauf folgenden Jahren wurden international Sektionen gegründet, im Frühjahr 1982 in der Bundesrepublik und der DDR. Eines der Gründungsmitglieder der westdeutschen Sektion war der Gießener Psychoanalytiker Horst-Eberhard Richter. Prominentes Mitglied der ostdeutschen Sektion war der Berliner Urologe Moritz Mebel. 1984 erhielt die IPPNW den UNESCO-Preis für Friedenserziehung, 1985 den Friedensnobelpreis.
Bereits in den 1980er Jahren war die Organisation aktiver Teil der internationalen Friedensbewegung.
Die IPPNW kam im Kalten Krieg bald unter den Verdacht, eine Einflussorganisation der Sowjetunion zu sein. Sir Clive Rose, ein britischer Diplomat bei der NATO, urteilte 1986 über Einflussversuche der Sowjetunion über den sowjetisch dominierten Weltfriedensrat: „Andere Gruppen [...] wurden mit Ermutigung und Unterstützung durch den Weltfriedensrat etabliert [...] Eine davon, die Internationalen Ärzte für die Verhütung des Atomkrieges (IPPNW) wurde 1980 [...] gegründet. Das sowjetische Komitee der Ärzte für die Verhütung des Atomkrieges hat seit seiner Gründung 1981 eine führende Rolle in den Angelegenheiten der Internationalen Organisation gespielt, die übereinstimmend damit die aktuellen Elemente der sowjetischen Friedenskampagne kritiklos unterstützte und öffentlich Opposition gegen westliche Verteidigungspolitiken betrieb.“ Am 5. Februar 1986 stellte die CIA in einem internen Bericht (veröffentlicht 24. Oktober 2011) fest: „Die Sowjetunion hat eine erfolgreiche Kampagne zur Manipulation der Internationalen Ärzte für die Verhütung des Atomkrieges (IPPNW) durchgeführt. [...] Moskaus Bemühungen um Einflussnahme begannen auf der ersten Konferenz der Gruppe 1981, als der Sowjetische Co-Vorsitzende Jewgeni Iwanowitsch Tschasow - heute Vollmitglied im ZK der KPdSU - darauf drang, dass sie Sowjetische Vorschläge der Rüstungskontrolle befürworten solle. [...] Unserer Ansicht nach sind es Moskaus Gebrauch von indirekten Methoden der Kontrolle, die die IPPNW von traditionellen sowjetischen Vorfeldorganisationen wie dem Weltfriedensrat unterscheidet.“
Tatsächlich schlossen 1986 das Ministerium für Staatssicherheit der DDR und der sowjetische KGB ein Abkommen, in dem u. a. folgende gemeinsame Aktivitäten festgehalten wurden: „Austausch von Informationen über die operative Lage in der Vereinigung 'Internationale Ärzte zur Verhütung eines Nuklearkrieges' sowie Einleitung abgestimmter Maßnahmen zur vorbeugenden Verhinderung des Wirksamwerdens antisozialistischer Kräfte in der Vereinigung.“ Im August 1987 veröffentlichte das US Department of State einen Bericht über sowjetische Einflusstätigkeiten, in dem es hieß: „Sowjetische Verbindungen zu den hauptsächlichen Vorfeldorganisationen wie dem Weltfriedensrat werden nun weithin anerkannt. Zunehmend baut die UdSSR Brücken zu Nicht-Vorfeld-Gruppen, wie z. B. zu den Internationalen Ärzten für die Verhütung des Atomkrieges (IPPNW), die Moskau zu manipulieren versucht, ohne sie direkt zu kontrollieren.“
Dass die IPPNW 1985 den Friedensnobelpreis erhielten, nannte der britische NATO-Diplomat Sir Clive Rose „eine seltsam abwegige Wahl“. Aus Deutschland gab es Protest gegen diese Verleihung des Nobelpreises an die IPPNW u. a. von Bundeskanzler Helmut Kohl. Im Zentrum der Kritik stand der sowjetische Gründungsvorsitzende Jewgeni Tschasow, der 1973 einen Offenen Brief gegen den sowjetischen Dissidenten Andrei Sacharow unterzeichnet hatte. Das Nobelkomitee räumte ein, man sei über den fraglichen Brief „sehr unglücklich“.
Im Frühjahr 2003 warnte IPPNW Deutschland vor den Folgen und Wirkungen des Irak-Kriegs für die Menschen sowie für das internationale Völkerrecht. IPPNW Deutschland klärte über die Hintergründe des von den USA gegen den überwiegenden Willen der internationalen Staatengemeinschaft geführten Krieges auf.
Seit 1991 verleiht die IPPNW die Clara-Immerwahr-Auszeichnung „an Menschen, die sich trotz persönlicher Nachteile gegen Krieg, Rüstung und für Menschenrechte einsetzen“.
1996 veranstaltete die IPPNW in Nürnberg den internationalen Kongress Medizin und Gewissen – 50 Jahre nach dem Nürnberger Ärzteprozeß.

## Ziele

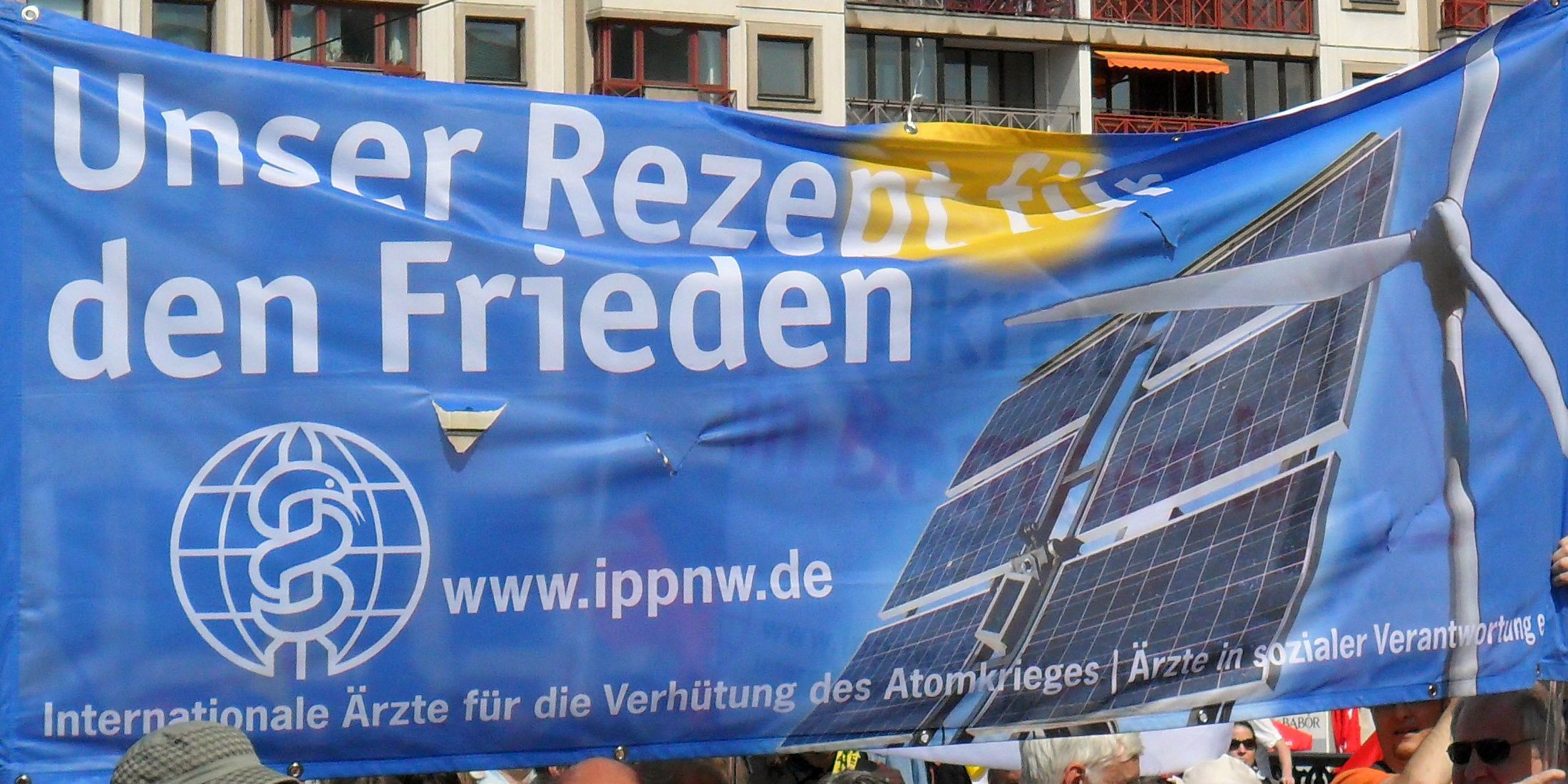
Banner der IPPNW beim Ostermarsch 2011 in Berlin

Die Organisation tritt dafür ein, erdumspannend Schaden von der Menschheit abzuwenden, wobei sie dies für die Zukunft aller Menschen und über alle politischen Grenzen und gesellschaftlichen Systeme hinweg tun möchte. Dabei geht sie im Sinne einer präventiven Medizin vor und versucht Risiken für Leben und Gesundheit vorzubeugen. Wo Menschen bereits in Not sind, gebietet es die medizinische Ethik zu helfen, so ihr Anspruch. Im Dreischritt von Anamnese – Diagnose – Therapie ergreift die IPPNW Maßnahmen, um Leiden, beispielsweise in akuten Krisengebieten, zu erkennen, zu verhüten oder zu lindern. „Unsere Aufgabe als Arzt und Ärztin ist es, jede Bedrohung für Leben und Gesundheit abzuwenden“, so das Leitmotiv der IPPNW.
Die IPPNW forscht zu den Fakten und Hintergründen der gesundheitlichen, sozialen und politischen Auswirkungen und Ursachen von Kriegen und bewaffneten Konflikten. Sie veröffentlicht Studien, Bücher und Broschüren über die gesundheitlichen Folgen der atomaren Bedrohungen, Kriegsursachen und -folgen und Kriegsverhütung. Zudem berät sie politische Entscheidungsträger und Wissenschaftler. Auf Friedenskonferenzen und in den Medien bringt sie ihr medizinisches Wissen ein. Die IPPNW spricht die Öffentlichkeit auf Veranstaltungen und durch Medienarbeit an. Sie informiert die Bevölkerung über die Gefahren der zivilen und militärischen Nutzung der Kernenergie und über die Folgen, politischen Hintergründe und gesundheitlichen Auswirkungen von Kriegen.
Die IPPNW kritisiert seit längerem das 50 Jahre alte Abkommen der Internationalen Atomenergieorganisation (IAEO) mit der Weltgesundheitsorganisation (WHO). In diesem Abkommen erhält die IAEO die Hauptverantwortung für alle atomaren Forschungsprojekte. Nach Auffassung der IPPNW behindert die IAEO die WHO an einer uneingeschränkten Berichterstattung über Gesundheitsrisiken von Strahlung. Gesundheitsfolgen von Tschernobyl, Thema zweier größerer UN-Konferenzen 1995 in Genf und 2001 in Kiew, würden nicht der Öffentlichkeit zugänglich gemacht. Nach der Nuklearkatastrophe von Fukushima forderte die IPPNW erneut die Kündigung des Abkommens zwischen WHO und IAEO.

## Mitgliedschaften
Die IPPNW gehörte 2009 zu den Gründern der Internationalen Kampagne zur Abschaffung von Atomwaffen.
IPPNW Deutschland ist Mitglied des Grüner Strom Label, der das gleichnamige Gütesiegel für Ökostrom-Angebote vergibt. Zudem gehört sie zu einer der teilnehmenden Organisationen der Free Gaza Bewegung.

## Clara-Immerwahr-Auszeichnung
Die Sektion Deutschland der IPPNW stiftete 1991 die Clara-Immerwahr-Auszeichnung. Mit ihr werden Menschen gewürdigt, die sich in ihrem Beruf, an ihrem Arbeitsplatz ungeachtet persönlicher Nachteile aktiv gegen Krieg, Rüstung und gegen andere Bedrohungen für die Grundlagen menschlichen Lebens eingesetzt haben. Dies Auszeichnung ist nicht zu verwechseln mit dem Clara Immerwahr Award des Exzellenzclusters UniSysCat und der Technischen Universität Berlin, sowie mit dem Clara-Immerwahr-Preis der Rheinland-Pfälzischen Technischen Universität Kaiserslautern-Landau, siehe Clara Immerwahr.
Preisträger
- 1991: Heinz Friedrich, Diplomingenieur (Dornier)
- 1992: Helmuth Prieß, Major, Sprecher des Arbeitskreises Darmstädter Signal
- 1994: Roland Schlosser, Polizeihauptkommissar
- 1996: Michael Bouteiller, Bürgermeister der Hansestadt Lübeck
- 2001: Heinz Loquai, Brigadegeneral
- 2002: Christa Lörcher
- 2007: Osman Murat Ülke